# Milan-Turin 2015
La 96e édition de Milan-Turin a eu lieu le 1er octobre 2015. La course fait partie du calendrier UCI Europe Tour 2015 en catégorie 1.HC.
Elle a été remportée par l'Italien Diego Rosa (Astana) en solitaire seize secondes devant le Polonais Rafał Majka  (Tinkoff-Saxo) et dix-huit secondes devant son coéquipier Fabio Aru.

## Classement final
|    | Coureur            | Pays     | Équipe             |    | Temps           |
| -- | ------------------ | -------- | ------------------ | -- | --------------- |
| 1  | Diego Rosa         | Italie   | Astana             | en | 4 h 27 min 51 s |
| 2  | Rafał Majka        | Pologne  | Tinkoff-Saxo       | +  | 16 s            |
| 3  | Fabio Aru          | Italie   | Astana             |    | 18 s            |
| 4  | Thibaut Pinot      | France   | FDJ                |    | 23 s            |
| 5  | Wout Poels         | Pays-Bas | Sky                |    | 32 s            |
| 6  | Damiano Cunego     | Italie   | Nippo-Vini Fantini |    | 32 s            |
| 7  | Domenico Pozzovivo | Italie   | AG2R La Mondiale   |    | 32 s            |
| 8  | Giovanni Visconti  | Italie   | Movistar           |    | 32 s            |
| 9  | Daniel Moreno      | Espagne  | Katusha            |    | 36 s            |
| 10 | Davide Villella    | Italie   | Cannondale-Garmin  |    | 39 s            |